# El Tizatal
El Tizatal är en ort i Mexiko.   Den ligger i kommunen Carrillo Puerto och delstaten Veracruz, i den sydöstra delen av landet, 280 km öster om huvudstaden Mexico City. El Tizatal ligger 143 meter över havet och antalet invånare är 127.
Terrängen runt El Tizatal är platt, och sluttar österut. Runt El Tizatal är det ganska tätbefolkat, med 65 invånare per kvadratkilometer. Närmaste större samhälle är Cerro Alto, 0,97 km sydväst om El Tizatal. Omgivningarna runt El Tizatal är en mosaik av jordbruksmark och naturlig växtlighet.